# Azeglio
Azeglio là một đô thị ở tỉnh Torino trong vùng Piedmont, có vị trí cách khoảng 45 km về phía đông bắc của Torino, nước Ý. Tại thời điểm ngày 31 tháng 12 năm 2004, đô thị này có dân số 1.303 người và diện tích là 9,9 km².
Đô thị Azeglio có các frazioni (các đơn vị trực thuộc, chủ yếu là các làng) Piane and Pobbia.
Azeglio giáp các đô thị: Bollengo, Palazzo Canavese, Piverone, Albiano d'Ivrea, Viverone, Caravino, Settimo Rottaro, và Borgo d'Ale.